# Косоровиці
Косоровиці (пол. Kosorowice, нім. Kossorowitz) — село в Польщі, у гміні Тарнув-Опольський Опольського повіту Опольського воєводства.
Населення — 991 особа (2011).
У 1975-1998 роках село належало до Опольського воєводства.

## Демографія
Демографічна структура станом на 31 березня 2011 року:
|          | Загалом | Допрацездатний вік | Працездатний вік | Постпрацездатний вік |
| -------- | ------- | ------------------ | ---------------- | -------------------- |
| Чоловіки | 455     | 86                 | 310              | 59                   |
| Жінки    | 536     | 104                | 317              | 115                  |
| Разом    | 991     | 190                | 627              | 174                  |